# One Epic Game
One Epic Game es un videojuego corredor sin fin de 2011 desarrollado y distribuido por la compañía checa Grip Games. El juego fue lanzado en julio y agosto de 2011 para la PlayStation 3, PlayStation Portable, PlayStation Vita, iOS y Android. El juego es una parodia de varios clichés de videojuegos y películas.

## Jugabilidad
El jugador controla a un personaje que corre infinitamente, quien solo puede saltar y disparar. Saltar le permitirá evadir obstáculos y trampas mientras que disparar acabará con los enemigos. El jugador también puede destruir enemigos saltando sobre sus cabezas. Existen muchos modos de juego. El modo principal es el modo Historia. Consiste en una serie de misiones, y la historia progresará a través de ellas. Cada misión cuenta con una tarea, como viajar 1000 metros, llegar al final del nivel con una sola vida, o matar a una cierta cantidad de enemigos. Estas se desarrollan en cinco mundos: Zombie Outbreak, Nuclear Wasteland, World War II, Alien Invasion, y Fantasy Kingdom. La historia se cuenta a través de escenas de cómics.
Otro modo es Carrera Libre. En este modo el jugador elige un mundo y luego intenta alcanzar el puntaje más alto.
El último modo es Desafíos. El jugador elige una tarea y luego intenta completarla. También puede elegir el modo de dificultad. En el nivel más fácil ganará una medalla de bronce, mientras que en el más difícil ganará una medalla de oro.
Hay varios tipos de armas en el juego. El jugador comenzará con una pistola. Luego podrá adquirir otros tipos de armas, como una escopeta, una ametralladora, un lanzamisiles, un lanzallamas o un láser. Cada arma funciona distinto. Cuando el jugador resulte herido, perderá cualquier arma que haya adquirido durante el transcurso del juego, y deberá luchar nuevamente con la pistola. El jugador solo puede llevar un arma a la vez. También puede recolectar un corazón que le otorgará una vida, o un jetpack que le permitirá volar. El juego ofrece un punto de guardado cada 1000 metros.

## Trama
La historia se trata de Alpha Dog, quien se enfrenta al malvado Zork, quien intenta destruir el mundo.

## Personajes
- Alpha Dog: el personaje principal. Es un héroe de acción tradicional. Su trabajo es salvar al mundo, pero es completamente consciente de que es un personaje de un videojuego.[4]
- Zork: el antagonista. Quiere destruir el mundo.
- Mr. P: el presidente de los Estados Unidos. Se comunica con Alpha Dog y a veces le da tareas para completar.

## Recepción
El juego recibió reseñas mixtas a positivas de los críticos. La versión de PlayStation recibió un 66% en Metacritic mientras que la versión de iPad obtuvo un 69%. El juego ha sido elogiado por sus gráficos, jugabilidad y rejugabilidad. Algunos críticos aclamaron el humor mientras que otros lo criticaron. El juego también ha sido criticado por su historia.